# Otočić Sestrica Vela (ö i Kroatien, Zadars län)
Otočić Sestrica Vela är en ö i Kroatien.   Den ligger i länet Zadars län, i den södra delen av landet, 230 km söder om huvudstaden Zagreb. Arean är 0,15 kvadratkilometer.
Terrängen på Otočić Sestrica Vela är platt. Öns högsta punkt är 30 meter över havet. 